# آرام ووسکانیان
آرام هایکی ووسکانیان (ارمنی: Արամ Հայկի Ոսկանյան؛ زادهٔ ۲۶ اوت ۱۹۷۵ در سوان) یک بازیکن فوتبال در پست مهاجم اهل ارمنستان است.

## باشگاهی
از باشگاه‌هایی که در آن بازی کرده‌است می‌توان به مالاتیا ایروان، بانانتس ایروان، آرارات ایروان،
لکوموتیو سنت پترزبورگ، بالتیکا کالینینگراد، پیونیک ایروان، میکا ایروان، یسیل بوگاتیر و لوکوموتیو تاشکند اشاره کرد.

## تیم ملی
وی همچنین در تیم ملی فوتبال ارمنستان بازی کرده‌است. گریگوریان نخستین بازی ملی خود را در تاریخ ۱۷ نوامبر ۲۰۰۴ در مقدماتی جام جهانی فوتبال ۲۰۰۶ در ایروان در مقابل رومانی انجام داده‌است.